# 冷静
冷靜意指面對任何事物能處變不驚，並且能在短時間內事物，作出有效的判斷或作深入的理解。它是人類的一種行為模式，在行為智能方面屬理性範疇。

## 原則
放鬆身體等於冷靜是錯誤的概念。實際上，放鬆身體只是冷靜的其中一個原則。冷靜的原則包括：
- 不被情緒左右
- 身心放鬆
- 專心而且集中

## 特徵
要使頭腦冷靜，是需要不同能力的配合，比如分析力、判斷力、洞悉力、理解力等等。而冷靜的人在面對問題時，會表現出一些特徵：
- 判斷事物時，有固定立場，理智及堅定

## 訓練方法
要做到臨危不亂，除非天生冷靜之外，還需要有相當的磨練。但本身已缺乏冷靜，就要先學會如何冷靜，才能做到。學習冷靜有以下方法：
1. 集中法：冷靜最基礎的方法。深呼吸，放鬆身體，集中精神，只想著要面對的事。
2. 轉移法：將自身要面對的事，轉移到像發生在第三者身上。
3. 經驗法：多留意身邊事物及常閲讀。在科技發達的現代，也可瀏覽網路以獲取資訊。這將有助於增加知識以備不時之需。